# Ногоя
Ногоя́ (исп. Nogoyá) — город и муниципалитет в департаменте Ногоя провинции Энтре-Риос (Аргентина), административный центр департамента.

## История
Эти места стихийно заселялись во второй половине XVIII века, и в 1782 году здесь была построена часовня. В 1826 году возникшее здесь поселение получило статус городка (вилья), а в 1851 — города (сьюдад).

## Знаменитые уроженцы
- Роке Альфаро (род.1956) — футболист.
- Ана Гальяй (род.1986) — пляжная волейболистка, чемпионка панамериканских игр.